# Cochran (inslagkrater)
Cochran is een inslagkrater op Venus. Cochran werd in 1985 genoemd naar de Amerikaanse pilote Jacqueline Cochran (1906-1980).
De krater heeft een diameter van 100 kilometer en bevindt zich in het quadrangle Atalanta Planitia (V-4). Cochran is een grote krater met slechts een enkele concentrische ring in de kraterrand.